# Дискография Синди Лопер
Дискография Синди Лопер, американской певицы и автора песен.

## Альбомы

### Студийные альбомы
| Год  | Название                                                                                         | Положение в чарте | Положение в чарте | Положение в чарте | Положение в чарте | Положение в чарте | Положение в чарте | Положение в чарте | Сертификация |
| Год  | Название                                                                                         | США               | Великобритания    | Германия          | Франция           | Япония            | Австралия         | Канада            | Сертификация |
| ---- | ------------------------------------------------------------------------------------------------ | ----------------- | ----------------- | ----------------- | ----------------- | ----------------- | ----------------- | ----------------- | --- |
| 1983 | She’s So Unusual - 1-й студийный альбом - Дата выхода: декабрь 1983 - Лейбл: Portrait            | 4                 | 16                | 23                | —                 | 5                 | 3                 | 1                 | - США: 6x Платиновый - Великобритания: Золотой - Канада: 8x Платиновый - Австралия: 7x Платиновый - Германия:Золотой |
| 1986 | True Colors - 2-й студийный альбом - Дата выхода: 27 сентября 1986 - Лейбл: Portrait             | 4                 | 25                | 20                | 13                | 2                 | 1                 | 7                 | - США: 2x Платиновый - Великобритания: Серебряный - Канада: 2x Платиновый                                            |
| 1989 | A Night to Remember - 3-й студийный альбом - Дата выхода: май 1989 - Лейбл: Epic                 | 37                | 9                 | 21                | 15                | 3                 | 17                | 34                | - Канада: Золотой |
| 1993 | Hat Full of Stars - 4-й студийный альбом - Дата выхода: июнь 1993 - Лейбл: Epic                  | 112               | 56                | 52                | 9                 | 15                | —                 | 68                | |
| 1996 | Sisters of Avalon - 5-й студийный альбом - Дата выхода: 1996 - Лейбл: Epic                       | 188               | 59                | —                 | —                 | 15                | —                 | —                 | |
| 2004 | Shine - 6-й студийный альбом - Дата выхода: 2004 (только в Японии) - Лейбл: Epic                 | —                 | —                 | —                 | —                 | 120               | —                 | —                 | |
| 2008 | Bring Ya to the Brink - 7-й студийный альбом - Дата выхода: 27 мая 2008 - Лейбл: Epic            | 41                | —                 | —                 | 129               | 18                | 87                | 40                | |
| 2010 | Memphis Blues - 8-й студийный альбом - Дата выхода: 22 июня 2010 - Лейбл: Mercer Street/Downtown | 26                | 105               | 77                | 31                | 41                | 59                | 45                | |
| 2016 | Detour - 9-й студийный альбом - Дата выхода: 2 мая 2016 - Лейбл: Sire Records                    | 29                | 43                | 64                | 142               | 122               | 15                | 69                | |

### Рождественские и кавер-альбомы
| Год  | Название                                                                                                | Положение в чарте | Положение в чарте | Положение в чарте | Положение в чарте | Положение в чарте | Положение в чарте | Положение в чарте | Сертификация        |
| Год  | Название                                                                                                | США               | Великобритания    | Германия          | Франция           | Япония            | Австралия         | Канада            | Сертификация        |
| ---- | --- | ----------------- | ----------------- | ----------------- | ----------------- | ----------------- | ----------------- | ----------------- | ------------------- |
| 1998 | Merry Christmas...Have a Nice Life - Рождественский альбом - Дата выхода: 27 октября 1998 - Лейбл: Epic | —                 | —                 | —                 | —                 | 75                | —                 | —                 |                     |
| 2003 | At Last - Кавер-альбом - Дата выхода: 18 ноября 2003 - Label: Epic                                      | 38                | 124               | —                 | 85                | 205               | 32                | 32                | - Колумбия: Золотой |

### Сборники
| Год  | Название                                                                      | Положение в чартах | Положение в чартах | Положение в чартах | Положение в чартах | Положение в чартах | Положение в чартах | Положение в чартах | Сертификация |
| Год  | Название                                                                      | U.S.               | Великобритания     | Германия           | Франция            | Япония             | Австралия          | Канада             | Сертификация |
| ---- | ----------------------------------------------------------------------------- | ------------------ | ------------------ | ------------------ | ------------------ | ------------------ | ------------------ | ------------------ | ------------ |
| 1989 | The Best Remixes - Сборник ремиксов - Дата выхода:1989 - Лейбл: Epic          | —                  | —                  | —                  | —                  | 61                 | —                  | —                  |              |
| 1994 | Twelve Deadly Cyns...and Then Some - Сборник - Дата выхода:1994 - Лейбл: Epic | 81                 | 2                  | 18                 | —                  | 8                  | 23                 | —                  |              |
| 2005 | The Body Acoustic - Сборник - Дата выхода:8 ноября 2005 - Лейбл: Epic         | 112                | 55                 | —                  | 190                | 42                 | —                  | —                  |              |
| 2006 | COLLECTIONS - Сборник - Дата выхода:2006 - Лейбл: BMG                         | -                  | -                  | -                  | —                  | -                  | -                  | —                  |              |

### EP
- 2001 - Shine

## Синглы
| Год                | Песня                                                  | Позиция в чарте | Позиция в чарте | Позиция в чарте | Позиция в чарте | Позиция в чарте | Позиция в чарте | Позиция в чарте | Позиция в чарте | Позиция в чарте | Альбом                             |
| Год                | Песня                                                  | США             | US AC           | US Dance        | ARC Top 40      | Великобритания  | Австралия       | Франция         | Ирландия        | Канада          | Альбом                             |
| ------------------ | ------------------------------------------------------ | --------------- | --------------- | --------------- | --------------- | --------------- | --------------- | --------------- | --------------- | --------------- | ---------------------------------- |
| 1977               | "You Make Loving Fun"                                  | —               | —               | —               | —               | —               | —               | —               | —               | —               | отдельный сингл                    |
| 1983               | "Girls Just Want to Have Fun"                          | 2               | —               | 1               | 1               | 2               | 1               | —               | 1               | 1               | She's So Unusual                   |
| 1984               | "Time After Time"                                      | 1               | 1               | —               | 1               | 3               | 6               | 9               | 2               | 1               | She's So Unusual                   |
| 1984               | "She Bop"                                              | 3               | —               | 10              | 1               | 46              | 6               | 34              | —               | 4               | She's So Unusual                   |
| 1984               | "All Through the Night"                                | 5               | 4               | —               | 3               | 64              | 17              | —               | —               | 9               | She's So Unusual                   |
| 1984               | "Money Changes Everything"                             | 27              | —               | —               | 16              | —               | 19              | —               | —               | 30              | She's So Unusual                   |
| 1984               | "I'll Kiss You" (промосингл)                           | —               | —               | —               | —               | —               | —               | —               | —               | —               | She's So Unusual                   |
| 1985               | "When You Were Mine"                                   | —               | —               | —               | —               | —               | —               | —               | —               | —               | She's So Unusual                   |
| 1985               | "The Goonies 'R' Good Enough"                          | 10              | —               | —               | 6               | —               | 8               | —               | —               | 5               | саундтрек к фильму Балбесы         |
| 1986               | "True Colors"                                          | 1               | 5               | —               | 1               | 12              | 3               | 49              | 6               | 1               | True Colors                        |
| 1986               | "Change of Heart"                                      | 3               | 16              | 4               | 2               | 67              | 15              | 8               | —               | 7               | True Colors                        |
| 1987               | "What’s Going On"                                      | 12              | 29              | 17              | 6               | 57              | 52              | —               | —               | 31              | True Colors                        |
| "Boy Blue"         | 71                                                     | —               | —               | —               | —               | —               | —               | —               | —               |                 | True Colors                        |
| "Maybe He'll Know" | —                                                      | —               | —               | —               | —               | —               | —               | —               | —               |                 | True Colors                        |
| 1988               | "Hole in My Heart (All the Way to China)"              | 54              | —               | —               | 36              | —               | 8               | —               | —               | —               | саундтрек к фильму Флюиды          |
| 1989               | "I Drove All Night"                                    | 6               | 43              | —               | 5               | 7               | 11              | 10              | 13              | 12              | A Night to Remember                |
| 1989               | "My First Night Without You"                           | 62              | —               | —               | —               | 53              | 47              | 46              | 28              | —               | A Night to Remember                |
| 1989               | "Heading West"                                         | —               | —               | —               | —               | 68              | —               | —               | —               | —               | A Night to Remember                |
| 1989               | "A Night to Remember"                                  | —               | —               | —               | —               | —               | 96              | —               | —               | —               | A Night to Remember                |
| 1990               | "Primitive"                                            | —               | —               | —               | —               | —               | —               | —               | —               | —               | A Night to Remember                |
| 1991               | "Unconditional Love"                                   | —               | —               | —               | —               | —               | —               | —               | —               | —               | A Night to Remember                |
| 1992               | "The World Is Stone"                                   | —               | —               | —               | —               | 15              | —               | 2               | 16              | —               | Tycoon                             |
| 1993               | "Who Let In the Rain"                                  | —               | 33              | —               | —               | 32              | —               | —               | —               | —               | Hat Full of Stars                  |
| 1993               | "That's What I Think"                                  | —               | —               | 14              | —               | 31              | —               | —               | —               | —               | Hat Full of Stars                  |
| 1993               | "Sally’s Pigeons"                                      | —               | —               | —               | —               | —               | —               | —               | —               | —               | Hat Full of Stars                  |
| 1993               | "Hat Full of Stars"                                    | —               | —               | —               | —               | —               | —               | —               | —               | —               | Hat Full of Stars                  |
| 1994               | "Hey Now (Girls Just Want to Have Fun)"                | 87              | —               | —               | —               | 4               | 62              | 3               | 10              | —               | Twelve Deadly Cyns...and Then Some |
| 1994               | "I'm Gonna Be Strong"                                  | —               | —               | —               | —               | 37              | —               | —               | —               | —               | Twelve Deadly Cyns...and Then Some |
| 1995               | "Come On Home"                                         | —               | —               | 11              | —               | 39              | —               | —               | —               | —               | Twelve Deadly Cyns...and Then Some |
| 1996               | "You Don’t Know"                                       | 111             | —               | 16              | —               | 27              | —               | —               | —               | —               | Sisters of Avalon                  |
| 1997               | " Sisters of Avalon"                                   | —               | —               | —               | —               | —               | —               | —               | —               | —               | Sisters of Avalon                  |
| 1997               | "Ballad of Cleo and Joe"                               | 125             | —               | 36              | —               | —               | —               | —               | —               | —               | Sisters of Avalon                  |
| 1998               | "Early Christmas Morning" (только в Японии)            | —               | —               | —               | —               | —               | —               | —               | —               | —               | Merry Christmas...Have a Nice Life |
| 1999               | "Disco Inferno"                                        | —               | —               | 8               | —               | —               | —               | —               | —               | —               | саундтрек к фильму Ночь в Роксбери |
| 2001               | "Shine"                                                | —               | —               | —               | —               | —               | —               | —               | —               | —               | Shine                              |
| 2003               | "Walk on By"                                           | —               | —               | 10              | —               | —               | —               | —               | —               | —               | At Last                            |
| 2004               | "Until You Come Back to Me (That's What I'm Gonna Do)" | —               | —               | —               | —               | —               | —               | —               | —               | —               | At Last                            |
| 2004               | "Stay"                                                 | —               | —               | —               | —               | —               | —               | —               | —               | —               | At Last                            |
| 2005               | "Time After Time" (с Сарой МакЛахлан)                  | —               | 14              | —               | —               | —               | —               | —               | —               | —               | The Body Acoustic                  |
| 2005               | "Above the Clouds"(с Джеффом Беком)                    | —               | —               | —               | —               | —               | —               | —               | —               | —               | The Body Acoustic                  |
| 2008               | "Same Ol' Story"                                       | —               | —               | 1               | —               | —               | —               | —               | —               | —               | Bring Ya to the Brink              |
| 2008               | "Into the Nightlife"                                   | —               | —               | 1               | —               | 168             | 82              | —               | —               | —               | Bring Ya to the Brink              |